# هيو ديلي
هيو ديلي (بالإنجليزية: Hugh Daily)‏ هو لاعب كرة قاعدة أمريكي، ولد في 17 يوليو 1847، وتوفي في 1923.

## وصلات خارجية
- هيو ديلي على موقعبيزبول رفرنس.كوم (الدوري الرئيسي) (الإنجليزية)
- هيو ديلي على موقعبيزبول رفرنس.كوم (الدوري الثانوي) (الإنجليزية)
- هيو ديلي على موقع جمعية أبحاث البيسبول الأمريكية (الإنجليزية)